# Виза (околия)
Околия Виза е околия, разположена във вилает Лозенград, Турция. Общата ѝ площ е 1089 км2. Според оценки на Статистическия институт на Турция през 2016 г. населението на околията е 27 556 души. Административен център е град Виза.

## Общини
Околията се поделя на 4 общини:
- Виза
- Мидия
- Серген
- Чакъллъ

## Населени места
Околията се състои от 27 населени места – 3 града и 24 села.
Градове
- Виза
- Мидия
- Чакъллъ

Села
- Акпънар (Akpınar)
- Аксиджим (Aksicim)
- Акънчълар (Akıncılar)
- Балкая (Balkaya)
- Девели (Develi)
- Доганджа (Doğanca)
- Дюзова (Düzova)
- Евренджик (Evrencik)
- Евренли (Evrenli)
- Къшладжък (Kışlacık)
- Кючюкяйла (Küçükyayla)
- Мюселим (Müsellim)
- Окчулар (Okçular)
- Пазарлъ (Pazarlı)
- Пенека (Kömürköy)
- Серген (Sergen)
- Софулар (Sofular)
- Соуджак (Soğucak)
- Топчукьой (Topçuköy)
- Хамидие (Hamidiye)
- Хасбуа (Hasbuğa)
- Чавушкьой (Çavuşköy)
- Чьовенли (Çövenli)
- Ятрос (Kızılağaç)